# Vicente Cano Manuel Ramírez de Arellano
Vicente Cano Manuel Ramírez de Arellano (Chinchilla de Monte-Aragón, 6 de septiembre de 1774-Madrid, 9 de enero de 1838) fue un jurista y político español.

## Biografía
Liberal y hermano de Antonio Cano Manuel Ramírez de Arellano que había sido secretario del Despacho de Gracia y Justicia en la Guerra de la Independencia era alcalde del crimen y oidor de la Real Chancillería de Granada. Fue en el Trienio Liberal  ministro de Gracia y Justicia entre 1821 y 1822. En la regencia de María Cristina de Borbón-Dos Sicilias fue presidente del Tribunal Supremo de España entre 1834 y 1838, año de su fallecimiento.
| Predecesor: José Hevia y Noriega | Presidente del Tribunal Supremo 1834-1838 | Sucesor: Francisco Fernández del Pino |